# Angular.js
AngularJS är ett Javascript-bibliotek som används för att bygga webbgränssnitt. Biblioteket är utvecklat av Google och är släppt med öppen källkod.